# Cyathophorum bulbosum
Cyathophorum bulbosum är en bladmossart som beskrevs av C. Müller 1850. Cyathophorum bulbosum ingår i släktet Cyathophorum och familjen Hookeriaceae. Inga underarter finns listade i Catalogue of Life.